# Сарадња Кине и земаља источне Европе
Сарадња између Кине и земаља централне и источне Европе (China-CEE, China-CEEC, такође и 14+1; раније 17+1 од 2019. до 2021. и 16+1 од 2021. до 2022. године), иницијатива је кинеског Министарства спољних послова промовисање пословних и инвестиционих односа између Кине и 14 земаља централне и источне Европе: Албанија, Босна и Херцеговина, Бугарска, Хрватска, Чешка, Грчка, Мађарска, Црна Гора, Северна Македонија, Пољска, Румунија, Србија, Словачка и Словенија. Пре њиховог повлачења 2022. године, Естонија, Летонија и Литванија су биле чланице иницијативе.

## Иницијатива
Иницијатива је основана 2012. године у Будимпешти како би подстакла сарадњу „16+1“ (16 земаља и Кине). Године 2019. на самиту у Дубровнику групацији се придружила Грчка, док ју је 2021. напустила Литванија. Државе 16+1 се састају годишње; самити су одржани у Дубровнику (2019), Софији (2018), Будимпешти (2017), Риги (2016), Суџоу (2015), Београду (2014), Букурешту (2013) и Варшави (2012). Секретаријат Кине и 16+1 је у Пекингу, са 16 „националних координатора“ у свакој од партнерских земаља.
Циљеви иницијативе су промоција кинеске иницијативе Појас и пут и унапређење сарадње у областима инфраструктуре, транспорта и логистике, трговине и инвестиција.“  Ови циљеви су подржани „растућим везама у областима културе, образовања, туризма, културне размене и невладиних организација“.

### Самити
| Ред | Земље домаћина | Градови            |
| --- | -------------- | ------------------ |
| 1   | Пољска         | Варшава            |
| 2   | Румунија       | Букурешт           |
| 3   | Србија         | Београд            |
| 4   | Кина           | Суџоу              |
| 5   | Летонија       | Рига               |
| 6   | Мађарска       | Будимпешта         |
| 7   | Бугарска       | Софија             |
| 8   | Хрватска       | Дубровник          |
| 9   | Кина           | Видео конференција |

### Проширење

#### Грчка
На самиту 2019. године, Грчка, која је раније била посматрач, постала је пуноправна чланица сарадње.

### Повлачења

#### Литванија
Литванска национална радио-телевизија (ЛРТ) је у марту 2021. известила да је у фебруару литвански парламент пристао да напусти оно што је раније био кинески формат 17+1. Министар иностраних послова Габријелијус Ландсбергис рекао је да сарадња Пекинга и Литваније није донела "скоро никакве користи". Истовремено, објављено је и да ће Литванија отворити трговинско представништво на Тајвану, формално познатом као Република Кина, како би унапредила незваничне односе са Тајпејем.
Инцидент је довео до дипломатског сукоба са Кином и даљих трговинских спорова, укључујући кинески бојкот литванских компоненти, увлачећи Европску унију у спор. Литвански председник Гитанас Науседа изјавио је у јануару 2022. да је била грешка што је Тајвану дозволило да отвори представништво под именом „Тајван“ и да није консултован о тој одлуци. Штавише, анкета из јануара 2022. коју је наручило Министарство спољних послова Литваније показала је да је велика већина грађана Литваније критична према актуелној владиној политици према Кини, што је довело до тога да опозиционари позивају на поправку билатералних односа. Касније, анкета која је спроведена убрзо након руске инвазије на Украјину 2022. године показала је да 20% испитаника на Кину гледа веома негативно, а 44% прилично негативно.
Према Центру за европске политичке студије, Литванија је уочена као мета кинеских утицаја заједно са многим земљама у Европи.

#### Естонија и Летонија
Естонија и Летонија су 11. августа 2022. године изашле из сарадње.

### Неактивни чланови

#### Чешка
У јануару 2023. чешки председник Милош Земан разговарао је са кинеским председником Си Ђинпингом путем видео конференције у циљу промоције трговине и билатералних односа  Међутим, након завршетка Земановог мандата у марту 2023. године, министарство спољних послова Чешке Републике је рекло да „није активни члан“ сарадње након руске инвазије на Украјину. Министар спољних послова Чешке Републике јавно је оценио да ова сарадња нема садржај или будућност.

## Културне везе
Све земље сарадње су домаћини најмање једног Конфуцијевог института, а неке (Србија, Босна и Херцеговина, Мађарска и Румунија) имају више њих.
Од 2012. до 2017. године отворено је шест нових директних линија између Кине и земаља сарадница, број кинеских туриста који посећују ове земље порастао је са 280.000 на 930.000, а удвостручен је и број студената на размени.

## Реакција
Џереми Гарлик, британски доцент на Универзитету за економију и бизнис у Прагу, оптужио је Кину да спроводи стратегију „завади па владај“ осмишљену да користи Кини на рачун ЕУ. Други, као што су Европска комисија, Европски парламент и неколико научника, виде сарадњу Кине и ЕУ као добру ствар и од обостране користи за Кину, укључене земље и Европску унију (ЕУ).

## Публикације
- Weiqing Song (eds.),China's Relations with Central and Eastern Europe: From "Old Comrades" to New Partners, Routledge, October 2017.
- Vangeli, Anastas (2018). Global China and Symbolic Power: The Case of 16 + 1 Cooperation. 27 (113): 674—687. S2CID 158714241. doi:10.1080/10670564.2018.1458056. Недостаје или је празан параметар |title= (помоћ)
- Vangeli, Anastas (2017). China's Engagement with the Sixteen Countries of Central, East and Southeast Europe Under the Belt and Road Initiative. 25 (5): 101—124. S2CID 158632908. doi:10.1111/cwe.12216. Недостаје или је празан параметар |title= (помоћ)
- Jean-Paul Larçon (eds.), The New Silk Road: China Meets Europe in the Baltic Sea Region – A Business Perspective, HEC Paris, France, World Scientific, July 2017
- Radu Sava, Romanian rhetoric on China's 16+1. Diffraction of politics and economics in Studia Universitatis Babes-Bolyai 1/2019, pp. 132–155.
- Emilian Kavalski, China's "16+1" Is Dead? Long Live the "17+1.", The Diplomat, March 29, 2019.
- Ivana Karaskova, Engaging China in 17+1: Time for the ACT Strategy, The Diplomat, April 7, 2020.
- Keegan Elmer, Europe's '17+1' countries dissatisfied with China relations, report says, as summit is postponed, South China Morning Post, April 7, 2020.